# 手嶋龍一
手嶋 龍一（てしま りゅういち、1949年7月11日 - ）は、日本のジャーナリスト・作家。「外交ジャーナリスト」を自称する。ニッポンドットコム理事長。

## 来歴・人物
北海道芦別市出身。父は炭鉱主で、裕福な家庭だった。 北海道岩見沢東高等学校、慶應義塾大学経済学部卒業。

### NHK時代
1974年、NHKに入局。室蘭放送局、横浜放送局、横須賀支局を経て、政治部に異動し、外務省、首相官邸、自由民主党などを担当する。
1987年、ワシントン支局に赴任。1990年代初めには、湾岸戦争前後のアメリカでの取材をもとに執筆したノンフィクション『ニッポンFSXを撃て』『一九九一年日本の敗北』を出版する。
1994年、ハーバード大学国際問題研究所（CFIA）のシニアフェローとなり、『文明の衝突』の著者サミュエル・ハンティントンや、国防次官補を務めたジョセフ・ナイ、ブライアン・ヘア、リベラル派の代表的論客であるスタンレー・ホフマンらの指導を受けた。
1995年から1997年までボン支局長、1997年から2005年までワシントン支局長を務める。
2001年9月11日のアメリカ同時多発テロ事件では、11日間にわたる24時間連続の中継放送を担当。同時多発テロ事件の模様は「そのときホワイトハウスは」（月刊『文藝春秋』）に記録したのをはじめ、ハイビジョンスペシャル『聖戦への暴走』、NHKスペシャル『一年目の真実』などの大型ドキュメンタリー作品に描いた。
2005年6月、NHKを退職する。

### フリーランス
2006年2月、拉致や偽札といった北の独裁国家の問題をめぐる情報戦を描いた『ウルトラ・ダラー』（新潮社）を発表。4月、早稲田大学政治経済学術院客員教授就任。
同年11月には、高度な情報活動の重要性を説いた新書『インテリジェンス 武器なき戦争』（佐藤優との共著）、世界29都市に生起する情報戦を綴ったルポルタージュ『ライオンと蜘蛛の巣』（ともに幻冬舎）を、2008年4月には、国際政治の最前線で活躍する29人を取り上げた人物ルポタージュ『葡萄酒か、さもなくば銃弾を』（講談社）を刊行する。
2007年4月、慶應義塾大学大学院システムデザイン・マネジメント研究科教授に就任（2014年の定年退職まで）。
2010年2月、『ウルトラ・ダラー』の姉妹篇となる『スギハラ・ダラー』（新潮社）を出版。第二次世界大戦中、日本人外交官の杉原千畝が発給した「命のビザ」で生き延びた「スギハラ・サバイバル」と世界を震撼させたいくつもの国際金融事件とを結ぶ「インテリジェンス」の意味を書いた。
同年9月には『インテリジェンスの賢者たち』（『ライオンと蜘蛛の巣』改題、新潮文庫）を、また環境問題を外交の重要テーマとして論じた『武器なき“環境”戦争』（池上彰との対論、角川SSC新書）を出版した。
外交・安全保障問題をめぐっては新聞・雑誌にも寄稿し、現在6紙（東奥日報、秋田魁新報、新潟日報、北日本新聞、福井新聞、山陰中央新報）が掲載するシンジケートコラムを定期的に執筆している。

## エピソード
- 競馬に対する造詣が深い。社台グループ創設者吉田善哉や、その次男でノーザンファームの代表を務める吉田勝己とも親交が深い[2]。
- 有限会社キャロットファームに競走馬を現物出資している愛馬法人会キャロットクラブ（一口馬主クラブ）の代表取締役会長を務め、主要株主にも名前を連ねている。
- インターネット上では「テッシー」の愛称で呼ばれることがある[3]。

## 出演番組
さまざまなジャンルの番組に外交・安全保障分野に詳しいジャーナリストとして出演することが多い。競馬番組に出演することもある。

### テレビ
- 世界一受けたい授業（日本テレビ、2010年6月5日・2011年6月4日）
- たかじんのそこまで言って委員会（読売テレビ、2010年10月17日・2011年3月13日）
- ウェークアップ!ぷらす（読売テレビ、2010年11月6日・2011年4月16日）
- たかじん胸いっぱい（関西テレビ、2010年11月6日）
- 競馬beat（関西テレビ、2010年11月28日）
- かんさい情報ネットten.（読売テレビ、2010年12月13日）
- いま世界は（BS朝日、2011年2月20日・5月8日）
- ビートたけしのTVタックル（テレビ朝日、2011年3月7日・5月9日）
- 報道ステーション（テレビ朝日、2011年3月7日・4月29日）
- 情報ライブ ミヤネ屋（読売テレビ、2011年3月28日・5月6日・5月12日・8月1日）
- シューイチ（日本テレビ、2011年4月3日 -　） - コメンテーター（不定期出演）
- 真実発掘ミステリー「歴史はこうして作られる」（日本テレビ、2011年9月23日）
- 朝まで生テレビ!（テレビ朝日、2011年9月30日）
- 小林麻耶の本に会いたい（BSジャパン、2011年10月7日・14日）
- スッキリ!!（2015年3月30日 - 、日本テレビ） - ゲストコメンテーター[4]
- チャント!（CBCテレビ、2019年4月1日 - ） - コメンテーター

### ラジオ
- 夕やけ寺ちゃん 活動中（文化放送、2011年2月4日・5月27日）
- 高嶋ひでたけのあさラジ!（ニッポン放送、2011年2月21日・4月21日）
- 大沢悠里のゆうゆうワイド（TBSラジオ、2011年2月28日）
- GROWING REED（J-WAVE、2011年5月8日）
- ロンドンブーツ1号2号 田村淳のNewsCLUB（文化放送、2011年5月27日・5月29日）

## 講演
- 「スギハラ・サバイバーたちへの支援を通じて日本・イスラエルの両国関係を考える会」にてスピーチ（在日イスラエル大使館、2010年5月17日）

## 著書

### ノンフィクション作品
- 『ニッポンFSXを撃て：日米冷戦への導火線・新ゼロ戦計画』新潮社、1991年10月。
  - 改題『たそがれゆく日米同盟：ニッポンFSXを撃て』新潮文庫、2006年6月。
- 『一九九一年日本の敗北』新潮社、1993年11月。
  - 改題『外交敗戦：130億ドルは砂に消えた』新潮文庫、2006年6月。
- 『ライオンと蜘蛛の巣』幻冬舎、2006年11月。
- 『葡萄酒か、さもなくば銃弾を』講談社、2008年4月。
- 『ブラック・スワン降臨：9.11-3.11インテリジェンス十年戦争』新潮社、2011年12月
  - 改題『宰相のインテリジェンス：9・11から3・11へ』新潮文庫、2013年8月。
- 『汝の名はスパイ、裏切り者、あるいは詐欺師　インテリジェンス畸人伝』マガジンハウス、2016年11月。

### インテリジェンス小説
- 『ウルトラ・ダラー』新潮社、2006年2月。新潮文庫、2007年12月。小学館文庫、2020年12月
- 『スギハラ・ダラー』新潮社、2010年2月。上記続編
  - 改題『スギハラ・サバイバル』新潮文庫、2012年7月。小学館文庫、2021年1月
- 『鳴かずのカッコウ』小学館、2021年3月。小学館文庫、2024年1月。「ウルトラ・ダラー」スピンオフ
- 『武漢コンフィデンシャル』小学館、2022年8月。ISBN 978-4-09-386635-4

### 共著
- NHK取材班『有珠山大噴火 : ドキュメント』日本放送出版協会、1978年3月20日。NDLJP:9583418。
- 前田哲男 共著『中ソ国境 : 国際政治の空白地帯』日本放送出版協会、1986年5月20日。ISBN 978-4140084878。NDLJP:11923614。
- 立花隆、柳田邦男、吉本隆明、福田和也、宮沢喜一らとの共著『21世紀の戦争』文藝春秋編、文藝春秋、2001年12月。ISBN 978-4163581903
- 佐藤優との共著『インテリジェンス：武器なき戦争』幻冬舎新書、2006年11月。ISBN 978-4344980112
- 池上彰との共著『武器なき“環境”戦争』角川書店〈角川SSC新書〉、2010年9月。ISBN 978-4047315327
- 佐藤優との共著『動乱のインテリジェンス』新潮社〈新潮新書〉、2012年10月。ISBN 978-4106104930
- 佐藤優との共著『知の武装：救国のインテリジェンス』新潮新書、2013年12月。ISBN 978-4106105517
- 佐藤優との共著『賢者の戦略：生き残るためのインテリジェンス』新潮新書、2014年12月。ISBN 978-4106106002
- 佐藤優との共著『インテリジェンスの最強テキスト』東京堂出版、2015年9月。ISBN 978-4490209167
- 佐藤優との共著『独裁の宴：世界の歪みを読み解く』中央公論新社〈中公新書ラクレ〉、2017年12月。ISBN 978-4121506078
- 佐藤優との共著『米中衝突：危機の日米同盟と朝鮮半島』中公新書ラクレ、2018年12月。ISBN 978-4121506399
- 佐藤優との共著『日韓激突：「トランプ・ドミノ」が誘発する世界危機』中公新書ラクレ、2019年12月。ISBN 978-412-150673-3
- 佐藤優との共著『公安調査庁：情報コミュニティーの新たな地殻変動』中公新書ラクレ、2020年7月。ISBN 978-412-150692-4
- 佐藤優との共著『菅政権と米中危機：「大中華圏」と「日米豪印同盟」のはざまで』中公新書ラクレ、2020年12月。ISBN 978-4-12-150710-5
- 佐藤優との共著『ウクライナ戦争の嘘：米露中北の打算・野望・本音』中公新書ラクレ、2023年6月。ISBN 978-412-150796-9
- 佐藤優との共著『イスラエル戦争の嘘：第三次世界大戦を回避せよ』中公新書ラクレ、2024年4月。ISBN 978-412-150815-7
- 瀬下政行との共著『公安調査庁秘録：日本列島に延びる中露朝の核の影』佐藤優解説、中央公論新社、2024年8月。ISBN 978-412-005811-0

## 主なテレビ・ドキュメンタリー
- 米ソ艦艇・謎のUターン-日本海はえ縄切断事件-（NHK、1981年より数回にわたり放送）文化庁芸術祭ドキュメンタリー部門優秀賞受賞
- NHK特集『初めて見た中ソ国境地帯』（NHK、1985年6月24日）
- 決定の瞬間 -記録されていたキューバ危機-（NHK、1999年4月29日）文化庁芸術祭ドキュメンタリー部門参加作品
- ハイビジョンスペシャル『亡命者たち』（NHK、2001年5月31日）
- ジョージ・W・ブッシュ大統領 単独テレビインタビュー（NHK、2002年2月15日）ホワイトハウスにて収録
- ハイビジョンスペシャル『暴走する聖戦』（NHK、2002年5月24日）
- NHKスペシャル『一年目の真実』（NHK、2002年6月1日）アメリカ同時多発テロ事件追跡ドキュメンタリー
- イラク戦後のアメリカ -外交戦略と市民の声-（NHK、2003年5月10日）
- アメリカ大統領への道 -ブッシュ再選を阻む風-（NHK、2003年12月6日）
- アメリカ大統領への道 -ケリー躍進の意味するもの-（NHK、2004年3月10日）
- NHKスペシャル『カリブの囚われ人たち』（NHK、2004年6月13日、グアンタナモ基地探索ドキュメンタリー）
- NHKスペシャル『ふたつのアメリカ -イラク戦争のなかの大統領選挙-』（NHK、2004年7月24日）
- 外交の瞬間 -71年ニクソン機密テープが語る米中接近-（NHK BS1、2005年5月26日）